# Missillac
Missillac est une commune de l'Ouest de la France, située dans le département de la Loire-Atlantique, en région Pays de la Loire.

## Géographie

Situation de la commune de Missillac dans le département de la Loire-Atlantique.

Missillac est située au nord-ouest de la Loire-Atlantique, à la limite du Morbihan, à 25 km au nord de Saint-Nazaire, 55 km au nord-ouest de Nantes, à 55 km à l'est de Vannes et 25 km au sud de Redon.
Selon le découpage de la région Bretagne fait par Erwan Vallerie, Missillac fait partie du pays traditionnel de la Brière et du pays historique du Pays Nantais.
La commune est traversée par la voie express N165 (Nantes-Vannes).
Les communes limitrophes sont Nivillac, Saint-Dolay, Théhillac, La Chapelle-des-Marais, Herbignac, Pontchâteau, Saint-Gildas-des-Bois, Sainte-Reine-de-Bretagne et Sévérac.
| Nivillac Morbihan      | Saint-Dolay Morbihan     | Théhillac Morbihan Séverac |
| Herbignac              | Missilac                 | Saint-Gildas-des-Bois      |
| La Chapelle-des-Marais | Sainte-Reine-de-Bretagne | Pontchâteau                |

### Climat
Pour des articles plus généraux, voir Climat des Pays de la Loire et Climat de la Loire-Atlantique.
En 2010, le climat de la commune est de type climat méditerranéen altéré, selon une étude du CNRS s'appuyant sur une série de données couvrant la période 1971-2000. En 2020, Météo-France publie une typologie des climats de la France métropolitaine dans laquelle la commune est exposée à un climat océanique et est dans la région climatique  Bretagne orientale et méridionale, Pays nantais, Vendée, caractérisée par une faible pluviométrie en été et une bonne insolation. 
Pour la période 1971-2000, la température annuelle moyenne est de 12 °C, avec une amplitude thermique annuelle de 12,8 °C. Le cumul annuel moyen de précipitations est de 791 mm, avec 12,7 jours de précipitations en janvier et 6 jours en juillet. Pour la période 1991-2020, la température moyenne annuelle observée sur la station météorologique de Météo-France la plus proche, sur la commune de Herbignac à 12 km à vol d'oiseau, est de 12,6 °C et le cumul annuel moyen de précipitations est de 886,4 mm,. Pour l'avenir, les paramètres climatiques de la commune estimés pour 2050 selon différents scénarios d'émission de gaz à effet de serre sont consultables sur un site dédié publié par Météo-France en novembre 2022.

## Urbanisme

### Typologie
Au 1er janvier 2024, Missillac est catégorisée commune rurale à habitat dispersé, selon la nouvelle grille communale de densité à sept niveaux définie par l'Insee en 2022.
Elle appartient à l'unité urbaine de Missillac, une unité urbaine monocommunale constituant une ville isolée,. Par ailleurs la commune fait partie de l'aire d'attraction de Saint-Nazaire, dont elle est une commune de la couronne,. Cette aire, qui regroupe 24 communes, est catégorisée dans les aires de 200 000 à moins de 700 000 habitants,.

### Occupation des sols
L'occupation des sols de la commune, telle qu'elle ressort de la base de données européenne d’occupation biophysique des sols Corine Land Cover (CLC), est marquée par l'importance des territoires agricoles (69,6 % en 2018), en diminution par rapport à 1990 (72,9 %). La répartition détaillée en 2018 est la suivante : 
terres arables (44,5 %), forêts (19,6 %), zones agricoles hétérogènes (13,4 %), prairies (10,9 %), zones urbanisées (6,3 %), espaces verts artificialisés, non agricoles (1,9 %), zones industrielles ou commerciales et réseaux de communication (0,7 %), mines, décharges et chantiers (0,7 %), cultures permanentes (0,7 %), zones humides intérieures (0,6 %), eaux continentales (0,5 %). L'évolution de l’occupation des sols de la commune et de ses infrastructures peut être observée sur les différentes représentations cartographiques du territoire : la carte de Cassini (XVIIIe siècle), la carte d'état-major (1820-1866) et les cartes ou photos aériennes de l'IGN pour la période actuelle (1950 à aujourd'hui).

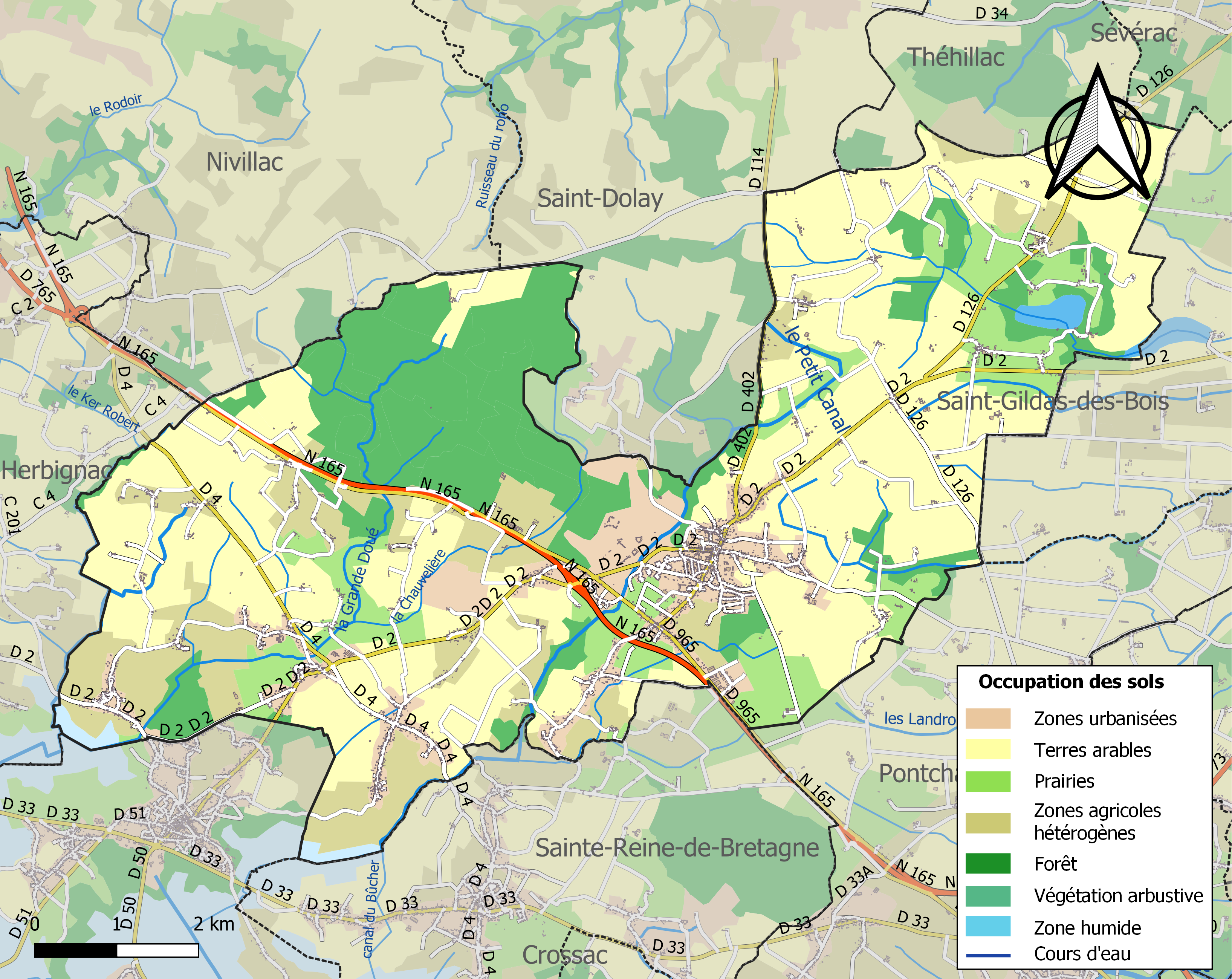
Carte des infrastructures et de l'occupation des sols de la commune en 2018 (CLC).

## Toponymie
Le nom de la localité est attesté sous les formes Mirsillac au XIIe siècle, Meizillac en 1287, Muzillac au XIVe siècle, Mirsillac en 1413, Milisiac en 1453, Mecillac en 1488, Mezillac en 1636, Messiliac en 1731.
Missillac est issu, semble-t-il, du nom de personne gallo-romain Missillius, dérivé de l'anthroponyme gaulois *Missius (variante de Micius, Mittius) et du suffixe d'origine gauloise -acum (« propriété »), bien que la forme la plus ancienne Mirsillac, identique à celle de 1413 semble s'y opposer.
Missillac possède un nom en gallo, la langue d'oïl locale : Misilhac selon l'écriture ELG, Missilha selon l'écriture MOGA ou Missilla selon l'écriture ABCD. En gallo, le nom de la commune se prononce [misija] ou [misijɑ̈].

## Histoire
Pendant près d'un siècle, entre 1871 et 1959, la famille de Montaigu est régulièrement élue à la tête de la mairie. Cette longévité conjuguée à leur fortune, leur permet de s'opposer à la préfecture lorsque cette dernière tente d'imposer des réformes républicaines, dont les lois scolaires.
Les résistants d'obédiences autonomistes bretonnes du groupe Liberté (agissant sur la Brière et St Nazaire) ont eu une base à Missillac en 1943, puis en lien avec le commandant Verliac ils ont contribué à fournir l'encadrement du bataillon de la Poche,.
À la fin de la Seconde Guerre mondiale, à cause de l'existence de la Poche de Saint-Nazaire, l'occupation allemande se prolongea à Missillac comme sur l'ensemble des localités voisines de l'estuaire durant 9 mois de plus (d'août 1944 au 11 mai 1945), la reddition effective de la poche intervenant 3 jours après la capitulation de l'Allemagne.

## Héraldique
| Blason | Blasonnement : Coupé : De gueules à la salamandre d'or ; au chef d'argent à trois mouchetures d'hermine de sable. |

## Population et société

### Démographie
Selon le classement établi par l'Insee, Missillac est une ville isolée qui fait partie de l'aire urbaine et de la zone d'emploi de Saint-Nazaire et du bassin de vie de Pontchâteau. Toujours selon l'Insee, en 2010, la répartition de la population sur le territoire de la commune était considérée comme « peu dense » : 85 % des habitants résidaient dans des zones « peu denses »  et 15 % dans des zones « très peu denses ».

#### Évolution démographique
L'évolution du nombre d'habitants est connue à travers les recensements de la population effectués dans la commune depuis 1793. Pour les communes de moins de 10 000 habitants, une enquête de recensement portant sur toute la population est réalisée tous les cinq ans, les populations de référence des années intermédiaires étant quant à elles estimées par interpolation ou extrapolation. Pour la commune, le premier recensement exhaustif entrant dans le cadre du nouveau dispositif a été réalisé en 2007.

En 2022, la commune comptait 5 619 habitants, en évolution de +6,6 % par rapport à 2016 (Loire-Atlantique : +6,68 %, France hors Mayotte : +2,11 %).
| 1793  | 1800  | 1806  | 1821  | 1831  | 1836  | 1841  | 1846  | 1851  |
| ----- | ----- | ----- | ----- | ----- | ----- | ----- | ----- | ----- |
| 2 200 | 2 042 | 2 066 | 2 457 | 2 615 | 2 561 | 2 687 | 2 850 | 2 877 |

| 1856  | 1861  | 1866  | 1872  | 1876  | 1881  | 1886  | 1891  | 1896  |
| ----- | ----- | ----- | ----- | ----- | ----- | ----- | ----- | ----- |
| 2 977 | 3 239 | 3 453 | 3 565 | 3 616 | 3 837 | 3 877 | 3 876 | 3 840 |

| 1901  | 1906  | 1911  | 1921  | 1926  | 1931  | 1936  | 1946  | 1954  |
| ----- | ----- | ----- | ----- | ----- | ----- | ----- | ----- | ----- |
| 3 985 | 4 053 | 3 965 | 3 496 | 3 416 | 3 291 | 3 170 | 3 212 | 3 295 |

| 1962  | 1968  | 1975  | 1982  | 1990  | 1999  | 2006  | 2007  | 2012  |
| ----- | ----- | ----- | ----- | ----- | ----- | ----- | ----- | ----- |
| 3 585 | 3 652 | 3 687 | 3 883 | 3 915 | 3 808 | 4 474 | 4 557 | 5 016 |

| 2017  | 2022  | - | - | - | - | - | - | - |
| ----- | ----- | - | - | - | - | - | - | - |
| 5 342 | 5 619 | - | - | - | - | - | - | - |

#### Pyramide des âges
La population de la commune est relativement jeune.
En 2018, le taux de personnes d'un âge inférieur à 30 ans s'élève à 35,9 %, soit en dessous de la moyenne départementale (37,3 %). À l'inverse, le taux de personnes d'âge supérieur à 60 ans est de 24,4 % la même année, alors qu'il est de 23,8 % au niveau départemental.
En 2018, la commune comptait 2 656 hommes pour 2 711 femmes, soit un taux de 50,51 % de femmes, légèrement inférieur au taux départemental (51,42 %).
Les pyramides des âges de la commune et du département s'établissent comme suit.
| Hommes | Classe d’âge | Femmes |
| ------ | ------------ | ------ |
| 0,6    | 90 ou +      | 2,1    |
| 5,7    | 75-89 ans    | 9,1    |
| 15,0   | 60-74 ans    | 16,4   |
| 19,6   | 45-59 ans    | 16,5   |
| 22,4   | 30-44 ans    | 20,8   |
| 14,4   | 15-29 ans    | 13,2   |
| 22,3   | 0-14 ans     | 21,9   |

| Hommes | Classe d’âge | Femmes |
| ------ | ------------ | ------ |
| 0,6    | 90 ou +      | 1,8    |
| 6      | 75-89 ans    | 8,6    |
| 15,1   | 60-74 ans    | 16,4   |
| 19,4   | 45-59 ans    | 18,8   |
| 20,1   | 30-44 ans    | 19,3   |
| 19,2   | 15-29 ans    | 17,4   |
| 19,5   | 0-14 ans     | 17,6   |

## Lieux et monuments
- Dolmen de la Roche aux Loups.
- Passage d'une voie romaine.
- Chapelle gothique (XVIe).
- Manoir de la Briandais (XVIIIe) (hôtel-restaurant).
- Château de la Bretesche, ancienne résidence de la famille de Montaigu dont les membres ont exercé pendant 45 ans aux XIXe et XXe siècles la fonction de maire de la commune de Missillac. Le château a été construit au XIXe siècle à la place d'un château fort des XIVe et XVe siècles, détruit au cours de la Révolution.
- Église Saint-Pierre-et-Saint-Paul (XIXe).
- Chapelle Saint-Laurent (XIXe).
- Chapelle de La Briandais (XIXe).
- Calvaire de pierre (XIXe).
- Manoir de la Roche-Hervé avec parcs (XIXe).

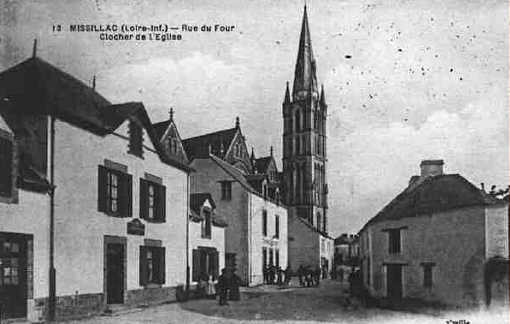
La rue du Four au début du XX.

- Château Islac.

## Vie locale
- Marché le mercredi matin.

## Personnalités liées à la commune
- Jacques Maisonneuve (1809-1897), chirurgien réputé, décédé dans son château de La Roche-Hervé en Missillac.
- Jean-François Parot, (1946-2018), diplomate et écrivain français y est mort[29].
- Hubert de Montaigu, homme politique, député, conseiller général et maire de Missillac.